# Dødsvarslet
Dødsvarslet er en dansk stum melodramafilm fra 1912 produceret af Filmfabrikken Skandinavien og instrueret af Aage Brandt efter eget manuskript.
Filmen havde dansk premiere den 12. september 1912 i Edison Biograf.

## Handling
Maleren Laurent betragter danserinden Marguerites optræden og føler sig med det samme draget af hendes smukke væsen. Han inviterer hende til sit atelier, og de to forelsker sig. Uheldigvis er Marguerite allerede gift med Stelio, som hurtigt får nys om bedraget. Stelio opsøger hypnotisøren Pizarro for at få hævn, og historien tager en dødelig drejning.

## Medvirkende
- Fritz Lamprecht, som Stelio Pianti, artist
- Vera Brechling, som Marguerite, Stelios kone, danserinde
- Knud Rassow, som Laurent, berømt maler
- Tronier Funder, som Pizarro, en æventyrer